# 3685 Derdenye
3685 Derdenye è un asteroide della fascia principale del diametro medio di circa 10,17 km. Scoperto nel 1981, presenta un'orbita caratterizzata da un semiasse maggiore pari a 2,6641617 UA e da un'eccentricità di 0,1766653, inclinata di 15,12447° rispetto all'eclittica.